# علم البيئة الزراعي في أمريكا اللاتينية

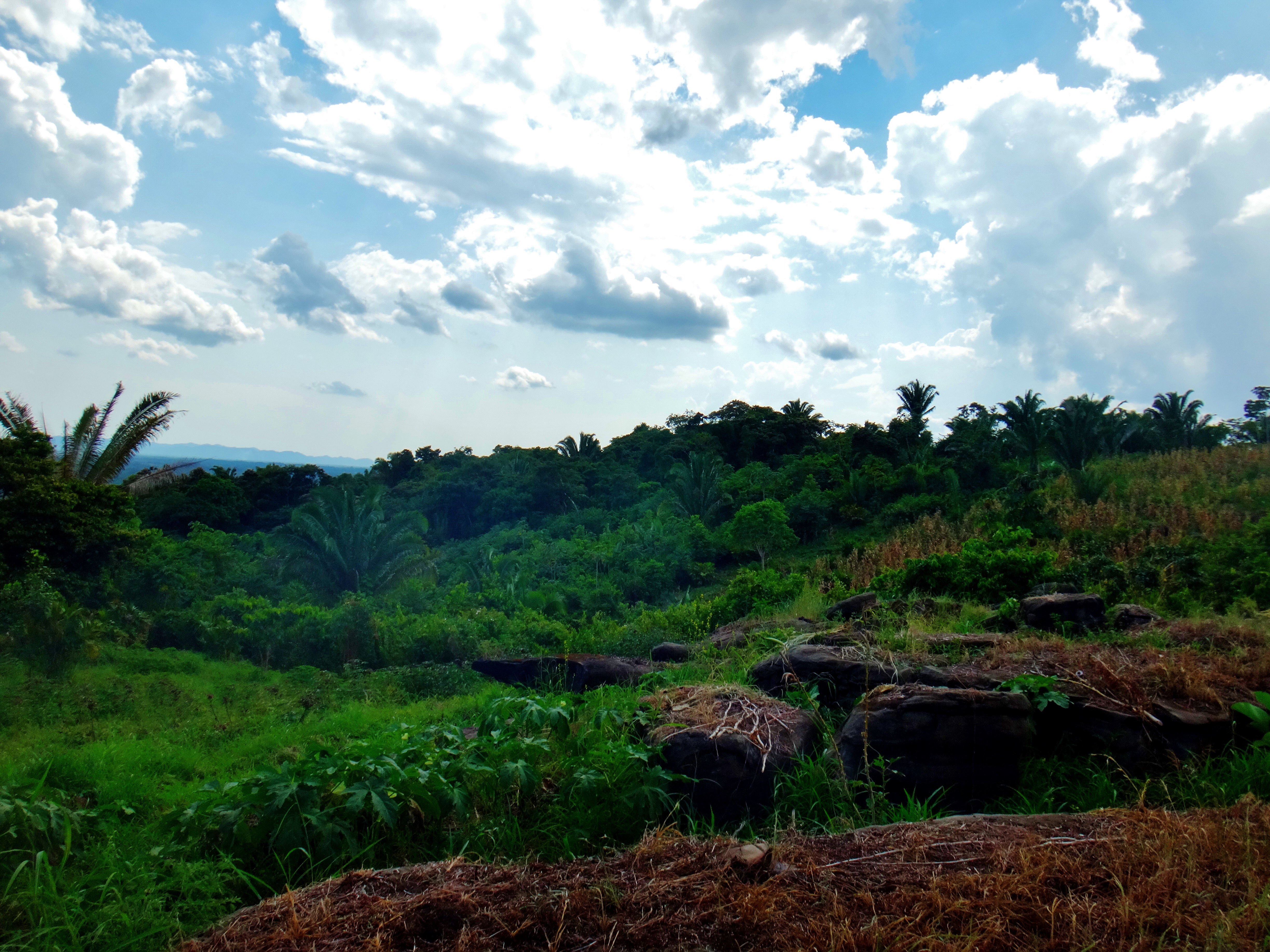

علم البيئة الزراعي هو علم تطبيقي ينطوي على تكييف المفاهيم البيئية مع بنية وأداء وإدارة النظم البيئية الزراعية المُستدامة. تمتلك الممارسات الزراعية البيئية في أمريكا اللاتينية تاريخًا طويلًا وتتنوع بين المناطق ولكنها تشترك في ثلاثة مناهج أو مستويات رئيسية: مقياس التخطيط، والحجم الزراعي، ومستوى النظام الغذائي. يمكن استخدام البيئة الزراعية في دول أمريكا اللاتينية بمثابة أداة لتوفير المنافع البيئية والاقتصادية والاجتماعية للمجتمعات التي تمارسها، بالإضافة إلى الحفاظ على التنوع الحيوي الكبير وتوفير موائل للنبيت والمجموعات الحيوانية في هذه البلدان. يُشار إلى علم البيئة الزراعي نظرًا لاتساع نطاقه وتعدد استخداماته، باسم «علم، حركة، ممارسة».

## الخلفية

### نبذة تاريخية
جرت ممارسة أساليب علم البيئة الزراعي في أمريكا اللاتينية لقرون عديدة، ولكن لم يصغ باسل ميتروفانوفيتش بنسِن مصطلح علم البيئة الزراعي الذي يشير إلى مزيج من علم الزراعة وعلم البيئة في الولايات المتحدة حتى عام 1928. ركز المصطلح بشكل أساسي على الجوانب العلمية لعلم الزراعة وعلم البيئة حتى ستينيات القرن العشرين وبقي غير معروف نسبيًا. اكتسب علم الزراعة البيئي مع ذلك، نظرًا لزيادة الوعي بالآثار الضارة لمبيدات الآفات والحركة البيئية المزدهرة في سبعينيات القرن العشرين، زخمًا عالميًا وبدأ في دمج مجموعة أوسع بكثير من القضايا على رأسها القضايا البيئية، كالآثار الاجتماعية والسياسية والاقتصادية للنظم البيئية الزراعية. انخرط الجانب العلمي من علم البيئة الزراعي في هذا السياق في حوار مع الممارسات الزراعية المحلية التقليدية والتجريبية في العديد من المناطق، إذ وُصفت العلاقة بين الأخصائيين الزراعيين والممارسين التقليديين، غالبًا مزارعي الكفاف، بأنها «تبادل خبرات». يعترف هذا العلم بأن العلم هو طريقة مهمة للمعرفة وأسلوب للاكتشاف، في حين أن أنظمة المعرفة المحلية التي طُوّرت على مدى آلاف السنين تمتلك الكثير من المعرفة لتقدمه.
انتشر علم البيئة الزراعي على نطاق واسع في أمريكا اللاتينية على وجه التحديد خلال فترة سياسات التكيف الهيكلي خلال سبعينيات القرن العشرين. حصلت العديد من دول أمريكا اللاتينية في ذلك الوقت على قروض من صندوق النقد الدولي بشروط صارمة لتحرير التجارة التي سمحت للشركات عبر الوطنية الكبيرة بالاستيلاء على مساحات شاسعة من الأراضي واستبعاد الأسواق المحلية خارج المنافسة، ما أدى إلى تهميش العديد من صغار المزارعين، وانضمام العديد من المزارعين الآخرين معًا لتشكيل الجمعيات والحركات الاجتماعية والمنظمات العالمية. نما علم البيئة الزراعي من خلال العمل المستمر لهذه الحركات الاجتماعية ليعني أكثر من مجرد مزيج من علم الزراعة وعلم البيئة؛ يشمل علم البيئة الزراعي العديد من المزارعين والباحثين والممارسين والمدافعين، على نطاق عالمي، مع وجود قوي بشكل خاص في أمريكا اللاتينية.

## الفوائد
شُكلت أنظمة الزراعة التقليدية في أمريكا اللاتينية بسبب الحاجة إلى العيش على موارد محدودة. طُورت هذه التقنيات عبر قرون من التطور الثقافي والحيوي من خلال الجمع بين تجارب وأساليب المزارعين الفلاحين الآخرين باستخدام الموارد المتاحة محليًا. يمثل علم البيئة الزراعي نظرًا لأصوله التابعة لأمريكا اللاتينية، شكلًا من أشكال الزراعة منخفضة التأثير. لقد أصبحت الزراعة الحديثة عملية «تحول بشرية المنشأ للطبيعة» تنتج زراعة أحادية لعدد قليل جدًا من أنواع المحاصيل. يقارن علم البيئة الزراعي الزراعة الصناعية في استخدامها للتربية المتعددة، ونقص الأسمدة الاصطناعية، ومحدودية الآلات ودمج المراحل المتتالية، ويحاول علم البيئة الزراعي أيضًا إفادة كل من الناس والبيئة من خلال زيادة إنتاجية المحاصيل إلى الحد الأقصى، بالتزامن مع الحفاظ على البيئة الطبيعية. يُمارس علم البيئة الزراعي من خلال تشكيل النظم البيئية الزراعية التي تتكون من مجتمعات النباتات والحيوانات المُتفاعلة مع بيئتها الفيزيائية والكيميائية التي زرعها وحصدها الناس.

### فوائد اقتصادية
تتيح مبادئ علم الزراعة البيئي للمزارعين إنقاذ الكثير عبر طرق مهمة عديدة: أن يصبحوا مستقلين عن مساهمات الشركات الكبيرة مثل النباتات المعدلة وراثيًا والأسمدة التي تقدمها، وامتلاك نظام محاصيل أكثر تنوعًا وبالتالي أكثر مرونة حيث لا يعتمد الدخل على محصول واحد، واستخدام تقنيات بسيطة وفعالة من ناحية التكلفة لزيادة الإنتاجية؛ ووجود أسواق تضامن مع المجتمعات المحلية وبالتالي إيجاد مصدر دخل ثابت؛ وامتلاك طريقة ديمقراطية للمعرفة وتبادل البذور.
تشمل الأمثلة المحددة للنظم البيئية الزراعية الناجحة اقتصاديًا استقرار الزراعة على التلال في هندوراس. دخلت منظمة وورلد نيبورز غير الحكومية، في شراكة مع مزارعي هندوراس لتنفيذ برنامج يساعد على ممارسة الحفاظ على التربة باستخدام تقنيات مثل الصرف وخنادق الكفاف، والحواجز العشبية، والجدران الصخرية، والتسميد العضوي (كاستخدام سماد الدجاج وزراعة المقمحات مع البقوليات مثلًا). سمحت هذه التغييرات بزيادة إنتاج الحبوب من ثلاث إلى أربع أضعاف ما كانت عليه في السنوات السابقة، بالإضافة إلى تزويد 1200 عائلة بالحبوب.
تُعد الشراكة القائمة بين المنظمات غير الحكومية والسكان المحليين في منطقة الأنديز في بيرو والتي أدت إلى تنفيذ تقنية المشرب المحلية قبل الكولومبية من أمثلة النظم البيئية الزراعية. تضمنت هذه التقنية تحسين الحقول وإحاطتها بخنادق محفورة مملوءة بالماء، تُنظم درجة حرارة التربة ما يسمح بنمو موسم مُستدام. زادت طريقة استخدام تقنية المشرب في منطقة هاوتا من محصول البطاطس السنوي بمقدار 4-10 طنًا متريًا لكل هكتار.
ومن الأمثلة الأخيرة للنظم البيئية الزراعية منطقة الأنديز، حيث زرعت بعض مجتمعات الفلاحين في كاخاماركا والمنظمات غير الحكومية أكثر من 550.000 شجرةً وأعادت بناء المدرجات وكذلك قنوات الصرف والتخلل. سمح هذا التغيير لنحو نصف سكان المنطقة -1.247 عائلة- بالحصول على الأراضي تحت تدابير الحفاظ. على البيئة، ما أدى إلى زيادة محصول البطاطا من 5 إلى 8 أطنان للهكتار الواحد، وقفز محاصيل الأقصليس (الحماض البري) من 3 إلى 8 أطنان للهكتار.

### الفوائد البيئية
لا تُعد فوائد علم البيئة الزراعي اقتصادية فحسب، بل هي أيضًا ذات أهمية حيوية من الناحية البيئية. هناك أدلة تشير إلى أن النظم البيئية الزراعية ذات أشجار الظل المفرطة مثل مزارع البن أو الكاكاو يمكن أن تنافس التنوع الحيوي للغابات الطبيعية. يُعتبر التنوع الحيوي مرتفع جدًا في هذه الأنظمة نتيجة تعقيد الطابق العلوي للنباتات من الناحية الهيكلية والزراعية، ما يسمح بتوفير العديد من الكوات المختلفة وبالتالي يؤدي إلى توفير موائل لهذا التنوع الحيوي. من الممكن أن تعمل مزارع البن الظليلة بالفعل بمثابة موائل، مثلما رأينا في بورتوريكو حيث حدثت إزالة هائلة من الغابات ومع ذلك بقي معدل انقراض الطيور منخفض نسبيًا. تُعد حصص الحدائق المدارية الحديثة نظامًا آخر مهم بيئيًا، وتنتشر حصص الحدائق هذه أو الحدائق المنزلية في المناطق المدارية وشبه المدارية وتوفر الطعام والدخل للأسر القاطنة فيها. تحتوي بعض حصص الحدائق مثل الموبان الموجودة في جنوب بليز على عشرات الأشجار وأنواع النباتات ذات الطوابق المختلفة، والتي تحاكي غابة طبيعية. تعمل هذه البقع مثل المزارع الظليلة بمثابة موائل للنباتات والحيوانات، مثلما هو الحال في بليز حيث تستخدمها الطيور المهاجرة.